# Красновский (Волгоградская область)
Красновский — хутор в Нехаевском районе Волгоградской области России, в составе Тишанского сельского поселения.
Население — 72 (2010).

## История
В середине XIX века — хутор Красный станицы Тишанской Хопёрского округа Земли Войска Донского (с 1870 — Область Войска Донского). В 1859 году на хуторе проживало 181 душа мужского и 188 женского пола. По переписи 1873 года на хуторе проживали 263 мужчины и 276 женщины, в хозяйствах жителей насчитывалось 219 лошадей, 164 пары волов, 836 голов прочего рогатого скота и 1736 овец.
Согласно переписи населения 1897 года на хуторе Красном проживали 332 мужчины и 356 женщин. Большинство населения было неграмотным: грамотных мужчин — 94 (28,3 %), женщин — 2 (0,6 %).
Согласно алфавитному списку населённых мест Области Войска Донского 1915 года земельный надел хутора составлял 4908 десятин, проживало 296 мужчин и 271 женщина.
С 1928 года — в составе Нехаевского района Хопёрского округа (упразднён в 1930 году) Нижне-Волжского края (с 1934 года — Сталинградского края). Хутор являлся центром Красновского сельсовета
В 1953 году на основании решения исполнительного комитета Сталинградского областного Совета депутатов трудящихся от 09 июля № 24/1600 Красновский, Мазинский и Тишанский сельсоветы были объединены в один Красновский сельсовет с центром в хуторе Артановский. В 1961 году хутор Красновский был перечислен в состав Упорниковского сельсовета, с переименованием Красновского сельсовета в Тишанский. Не ранее 1964 года и не позднее 1989 года хутор Красновский был передан в состав Тишанского сельсовета. С 2004 года — хутор в составе Тишанского сельского поселения
.

## География
Хутор расположен на правом берегу реки Хопёр, при устье реки Тишанки, на высоте около 70 метров над уровнем моря. Хутор занимает относительно ровный участок местности, имеющей небольшой уклон по направлению к рекам Хопёр и Тишанка.. Почвы — чернозёмы южные
Географическое положение
По автомобильным дорогам расстояние до станицы Тишанской — 4,7 км, до районного центра станицы Нехаевской — 18 км, до областного центра города Волгограда — 320 км.
Часовой пояс
Красновский, как и вся Волгоградская область, находится в часовой зоне МСК (московское время). Смещение применяемого времени относительно UTC составляет +3:00.

## Население
Динамика численности населения по годам:
| 1859 | 1873 | 1897 | 1915 | 1989 | 2002 |
| ---- | ---- | ---- | ---- | ---- | ---- |
| 369  | 540  | 688  | 507  | ≈160 | 104  |

| 2010 |
| ---- |
| 72   |